# Marceline
Marceline és una població dels Estats Units a l'estat de Missouri. Segons el cens del 2000 tenia 2.558 habitants.

## Demografia
Segons el cens del 2000, Marceline tenia 2.558 habitants, 1.079 habitatges, i 690 famílies. La densitat de població era de 303,9 habitants per km².
Dels 1.079 habitatges en un 31% hi vivien nens de menys de 18 anys, en un 48,8% hi vivien parelles casades, en un 11,4% dones solteres, i en un 36% no eren unitats familiars. En el 32,4% dels habitatges hi vivien persones soles el 17,6% de les quals corresponia a persones de 65 anys o més que vivien soles. El nombre mitjà de persones vivint en cada habitatge era de 2,32 i el nombre mitjà de persones que vivien en cada família era de 2,95.
Per edats la població es repartia de la següent manera: un 26,7% tenia menys de 18 anys, un 7,6% entre 18 i 24, un 24,4% entre 25 i 44, un 21,7% de 45 a 60 i un 19,6% 65 anys o més.
L'edat mediana era de 39 anys. Per cada 100 dones de 18 o més anys hi havia 78,2 homes.
La renda mediana per habitatge era de 25.164 $ i la renda mediana per família de 35.948 $. Els homes tenien una renda mediana de 26.786 $ mentre que les dones 17.382 $. La renda per capita de la població era de 15.086 $. Entorn del 9% de les famílies i el 13,1% de la població estaven per davall del llindar de pobresa.

## Poblacions més properes
El següent diagrama mostra les poblacions més properes.